# Ambassade de Russie en Estonie
L'ambassade de Russie en Estonie (en estonien : Venemaa suursaatkond Eestis) est la représentation diplomatique de la fédération de Russie auprès de la république d'Estonie,.

## Ambassade
Le bâtiment de l'ambassade est situé dans l'ancien quartier médiéval de Tallinn. Il a été construit vers 1890 en tant que maison et a subi plusieurs rénovations avant de devenir une ambassade. Il a été déclaré monument du patrimoine culturel en 1997.
Le bâtiment a d'abord été une ambassade soviétique en 1921. Après la Seconde Guerre mondiale, il a été utilisé par le ministère soviétique de l'Intérieur. L'ambassade d'Estonie à Moscou et l'ambassade de Russie à Tallinn fonctionnent depuis l'indépendance en 1991.

## Histoire
Un représentant plénipotentiaire de la république socialiste fédérative soviétique de Russie (RSFS) a opéré à Tallinn après la fin de la guerre d'indépendance de l'Estonie et la conclusion du traité de Tartu. 
Le bureau de représentation plénipotentiaire de la RSFS était situé à Tallinn à l’adresse Pikk tänav 19, en 1921 la propriété a été transférée au bureau de représentation plénipotentiaire de l'URSS.
La fédération de Russie a officiellement reconnu la république d'Estonie en tant que pays indépendant le 24 août 1991. 
Les relations diplomatiques entre l'Estonie et la Russie ont été rétablies le 24 octobre 1991.

## Ambassadeurs de Russie en Estonie
Le premier ambassadeur de Russie auprès de l'Estonie nouvellement indépendante, Aleksander Trofimov, a remis ses lettres de créance le 9 septembre 1992. Par la suite, la Russie a été représentée en Estonie par Aleksei Gluhhov (1997-2000), Konstantin Provalov (2001-2006), Nikolai Uspensky (2006-2009), Yuri Merzlyakov (2010-2015), Aleksandr Petrov (2015–2021) et Vladimir Lipajev (2022-2023).